# ¡Pistas de Blue y tú!
¡Pistas de Blue y tú! (título original en inglés: Blue's Clues & You!) es una serie de televisión infantil educativa interactiva en imagen real y animación por computadora. Es un reboot de Las pistas de Blue de 1996 a 2006 con un nuevo presentador, Josh Dela Cruz, y es codesarrollado por los creadores de la serie original Angela C. Santomero y Traci Paige Johnson. La serie es producida por Nickelodeon Animation Studio y Brown Bag Films de 9 Story Media Group. Se estrenó en Nickelodeon el 11 de noviembre de 2019.

## Premisa
Al igual que la serie original de 1996, esta serie tiene un presentador de acción real en un mundo animado. La serie presenta nuevos diseños de producción y los personajes (aparte del anfitrión) están animados digitalmente, aunque el estilo visual sigue siendo similar al estilo utilizado en la serie original.
Al igual que el programa original, Blue's Clues & You! depende de silencios integrados diseñados para fomentar la participación de la audiencia y lo que The New York Times llamó "dirección directa que invita a los niños en edad preescolar a jugar y resolver minimisterios". Los productores del programa reconocieron que su regreso se debía a la nostalgia y que, aunque los niños pequeños tenían más acceso a la tecnología y eran más visuales que los niños en edad preescolar de antes, todavía tenían las mismas necesidades emocionales y de desarrollo de "reducir el ritmo".

## Reparto y personajes

### Principales
- Blue (efectos vocales de Traci Paige Johnson): Una cachorra azul que deja huellas en los objetos (y ocasionalmente en los personajes) como pistas de lo que quiere hacer.
- Josh (interpretado por Josh Dela Cruz): El presentador de la nueva serie. Es primo de Steve y Joe de la serie original.[3]
- Buzón (con la voz de Doug Murray)
- Cajón de mesa lateral (con la voz de Liyou Abere y Shazdeh Kapadia)
- Sr. Salt y Sra. Pepper (con la voz de Brad Adamson y Gisele Rousseau)
- Pimienton (con la voz de Shechinah Mpumlwana y Abigail Nicholson)
- Canela (con la voz de Jaiden Cannatelli y Niko Ceci)
- Pala y Cubo (con la voz de Leo Orgil y Jordana Blake)
- Tic Toc (con la voz de Ava Augustin)
- Jabón (con la voz de Jacob Soley)

### Recurrentes
- Magenta (con la voz de Diane Salema)
- Periwinkle (con la voz de Luxton Handspiker)
- Perrita arcoíris (voz de Brianna Bryan)
- Steve (interpretado por Steve Burns)
- Joe (interpretado por Donovan Patton)
- Lola (interpretada por Carolyn Fe)[4]

## Episodios

### Temporadas
| Temporada | Temporada | Episodios | Episodios            | Emisión original        | Emisión original         | Emisión original |
| Temporada | Temporada | Episodios | Episodios            | Primera emisión         | Última emisión           | Cadena           |
| --------- | --------- | --------- | -------------------- | ----------------------- | ------------------------ | ---------------- |
|           | 1         | 17        | 17                   | 11 de noviembre de 2019 | 14 de julio de 2020      | Nickelodeon      |
|           | 2         | 21        | 21                   | 19 de agosto de 2020    | 17 de septiembre de 2021 | Nickelodeon      |
|           | 3         | 18        | 18                   | 1 de octubre de 2021    | 6 de octubre de 2022     | Nickelodeon      |
|           | 4         | —         | 14                   | 20 de octubre de 2022   | 11 de septiembre de 2023 | Nickelodeon      |
| —         | 4         | —         | 9 de octubre de 2023 | —                       | Nick Jr.                 |                  |

## Producción
En 2017, las creadoras del programa original, Angela C. Santomero y Traci Paige Johnson, después de muchos años de intentar traer Blue's Clues de vuelta a Nickelodeon, recibieron permiso para desarrollar un reinicio de 20 episodios.
El 17 de abril de 2018, Nickelodeon publicó un video sobre el proceso de audición para la serie. En las audiciones participaron más de mil personas.
El 13 de septiembre de 2018, Nickelodeon anunció que Josh Dela Cruz, más conocido como suplente de Aladdin de Disney en Broadway durante cinco años, sería el presentador de la serie. Dela Cruz, que creció en Nueva Jersey, vio el programa original con su hermana menor y es el primer asiático-estadounidense en presentar Blue's Clues. Traci Paige Johnson, quien cocreó la serie original y dio voz a Blue, repite el papel en esta serie. En el proceso de casting participó Steve Burns, el primer conductor de la serie original.
La división de animación y acción real de 9 Story Media Group coproduce la serie con animadores de Brown Bag Films. Los animadores actualizaron el espectáculo con objetos familiares para los niños en edad preescolar de la era moderna; por ejemplo, la práctica y elegante libreta también funciona como teléfono inteligente y los correos electrónicos llegan durante el horario de correo. La serie se filmará en el estudio de 9 Story en Toronto.
El 27 de mayo de 2019, se lanzó al público un avance de primer vistazo. El 2 de agosto, se lanzó una versión ampliada del tema musical.
El 26 de agosto de 2019, se anunció que la serie se estrenaría el 11 de noviembre y que los dos presentadores originales del programa, Burns y Donovan Patton, regresarían para representar a sus respectivos personajes en el episodio de estreno de la serie. The New York Times informó que Burns al principio se mostró reacio a continuar su asociación con el programa, pero sus fanáticos en las redes sociales lo persuadieron para que escribiera, dirigiera y apareciera en el programa.
El 19 de noviembre de 2019 la serie fue renovada para una segunda temporada de 20 episodios. Posteriormente, la serie se renovó por una tercera temporada de 20 episodios el 19 de febrero de 2020, una cuarta temporada de 26 episodios el 18 de febrero de 2021 y una quinta temporada de 26 episodios el 24 de marzo de 2022.

## Lanzamiento
La serie se estrenó en Nickelodeon el 11 de noviembre de 2019. Tres episodios estuvieron disponibles para su transmisión gratuita en Vudu el 27 de septiembre, antes del lanzamiento oficial en Nickelodeon. En Canadá, la serie se estrenó en Treehouse TV el mismo día que la fecha en EE. UU.

## Otros medios

### Comercialización
En julio de 2019, Viacom Nickelodeon Consumer Products anunció que Just Play, una empresa de juguetes de Florida, produciría peluches, figuritas, juegos y productos de juegos de rol basados en la serie, mientras que VTech, una empresa de Hong Kong, produciría "juguetes de aprendizaje temprano con características tecnológicas modernas". Cardinal, una empresa con sede en Nueva York, gestionará juegos y rompecabezas. Los productos estuvieron disponibles para su compra en el otoño de 2020.

### Gira
El 8 de marzo de 2022, se anunció una producción en gira titulada Blue's Clues & You! Live On Stage. La gira, que se desarrolló del 24 de septiembre de 2022 al 11 de febrero de 2023, recorrió Estados Unidos.